# PANIC THE WORLD
『PANIC THE WORLD』（パニック・ザ・ワールド）は、おニャン子クラブ通算3枚目のスタジオ・アルバム。1986年7月10日発売。発売元はキャニオン・レコード。

## 解説
前作『夢カタログ』から4か月振り、初の2枚組アルバム。
1枚は全曲オリジナルで構成され、もう1枚はベスト集で、おニャン子クラブのシングル・アルバム曲、ソロ、ユニットで発表されたデビュー・シングルのA面かB面どちらかを、発売順に収録。ソロとユニットの内訳は、新田恵利・うしろゆびさされ組・ニャンギラスがデビュー・シングル表題曲。河合その子・国生さゆり（CBS・ソニー）はB面曲を収録。
1986年の年間アルバムヒットチャートでは、第48位にランクされた。
2008年にテレビ朝日で放送された『仮面ライダーキバ』の23話の劇中に、本作のLPレコードが登場した（物語の過去編が本作がリリースされた1986年という設定になっていたため）。

## 収録曲
作詞:秋元康（1,2,3,7,10）麻生圭子（4,5,6,8,9）

### Disc.1
1. 乙女心の自由型
  - 作曲・編曲:見岳章
2. KISSはMAGIC
  - 作曲:山川恵津子　編曲:代官山ブラザーズ
  - ボーカル:福永恵規・内海和子
3. 秋を待ち伏せ
  - 作曲・編曲:後藤次利
  - ボーカル:新田恵利・高井麻巳子
4. ウインクで殺して
  - 作曲:見岳章　編曲:山川恵津子
  - ボーカル:岩井由紀子・山本スーザン久美子・布川智子・弓岡真美・岡本貴子
5. 避暑地の森の天使たち
  - 作曲・編曲:山川恵津子
  - ボーカル:富川春美・渡辺美奈代・渡辺満里奈
  - 渡辺満里奈のアルバム『Sunny side』（1988年7月21日発売）に「続･避暑地の森の天使たち」が収録されている。
6. 体育館はダンステリア
  - 作曲・編曲:佐藤準
  - フロントボーカル: 内海和子・富川春美・岩井由紀子・渡辺満里奈
  - タイトルはシンディ・ローパーのヒット曲『ハイスクールはダンステリア』のパロディ。
7. 夏休みは終わらない
  - 作曲:高橋研　編曲:佐藤準
  - フロントボーカル:内海和子・永田ルリ子・岩井由紀子・渡辺満里奈
  - 2012年にTBS系列（MBS制作）で放送されたテレビアニメ『夏色キセキ』第11話[1]、第12話（最終回）[2]の劇中歌として、主演を務めたスフィア（豊崎愛生、高垣彩陽、戸松遥、寿美菜子）が歌唱した。
8. 明るい放課後の過ごし方
  - 作曲:高橋研　編曲:代官山ブラザーズ
  - ボーカル:樹原亜紀・城之内早苗・白石麻子
9. 国道渋滞8km
  - 作曲・編曲:山川恵津子
  - ボーカル:名越美香・立見里歌・永田ルリ子・横田睦美
10. 瞳の扉
  - 作曲:高橋研　編曲:佐藤準

### Disc.2
1. セーラー服を脱がさないで
  - 歌:おニャン子クラブ、シングル（1985.7.5）
2. 恋のチャプターA to Z
  - 歌:河合その子 with おニャン子クラブ
  - シングル「涙の茉莉花LOVE」（1985.9.1）B面曲。
3. 夏のクリスマス
  - 歌:おニャン子クラブ
  - アルバム『KICK OFF』（1985.9.21）収録曲。
4. 真赤な自転車
  - 歌:おニャン子クラブ
  - アルバム『KICK OFF』（1985.9.21）収録曲。
5. うしろゆびさされ組
  - 歌:おニャン子クラブ・うしろゆびさされ組、シングル（1985.10.5）
6. およしになってねTEACHER
  - 歌:おニャン子クラブ、シングル（1985.10.21）
7. 冬のオペラグラス
  - 歌:新田恵利、シングル（1986.1.1）
8. 恋はRing Ring Ring
  - 歌:国生さゆり
  - シングル「バレンタイン・キッス」（1986.2.1）B面曲。
9. じゃあね
  - 歌:おニャン子クラブ、シングル（1986.2.21）
10. 私は里歌ちゃん
  - 作詞: 秋元康、作曲・編曲: 見岳章
  - 歌:ニャンギラス、シングル（1986.4.1）
11. 会員番号の唄
  - 歌:おニャン子クラブ
  - 吉沢秋絵のシングル「季節はずれの恋」（1986.3.1）B面曲。

## 関連作品
- NON-STOP おニャン子
- 家宝
- おニャン子クラブ ベスト
- MYこれ!クション おニャン子クラブBEST
- おニャン子クラブ大全集 for HiQualityCD 上・下巻 限定CD-BOX